# ميناء كونستانتسا

ميناء كونستانتسا هو ميناء يقع في كونستانتسا، رومانيا. وهو أكبر ميناء على البحر الأسود وال17 في أوروبا. يعمل بالميناء أكثر من 6،000 موظف.تتم إدارة الميناء من قبل شركة موانئ دبي العالمية المملوكة لدولة الإمارات العربية المتحدة